# Ol'ga Antonova
Ol'ga Gennad'evna Antonova, trasl. angl. Olga Antonova, nata Nasonova (in russo Ольга Геннадьевна Антонова?; Oblast' di Irkutsk, 16 febbraio 1960), è un'ex velocista sovietica.

## Biografia
Ol'ga è nata nell'Oblast' di Irkutsk nell'allora Unione Sovietica. Nel 1981 ha vinto la medaglia di bronzo alle Universiadi di Bucarest sui 100 metri piani.
Ha partecipato ai campionati del mondo di Helsinki nel 1983 venendo eliminata nelle semifinali dei 100 m piani e giungendo sesta nella staffetta 4x100 m. Nel 1984 vince la medaglia di bronzo nei 200 metri piani ai campionati europei di Göteborg. Ha saltato i Giochi Olimpici di Los Angeles per il boicottaggio del blocco sovietico.
Torna in nazionale nel 1987 vincendo la medaglia di bronzo ai campionati del mondo di Roma nella staffetta 4x100 m.

## Palmarès
| Anno                                     | Manifestazione | Sede     | Evento      | Risultato  | Prestazione | Note  |
| ---------------------------------------- | -------------- | -------- | ----------- | ---------- | ----------- | ----- |
| In rappresentanza della Unione Sovietica |                |          |             |            |             |       |
| 1981                                     | Universiadi    | Bucarest | 100 m piani | Bronzo     | 11"54       | [ 2 ] |
| 1983                                     | Mondiali       | Helsinki | 100 m piani | Semifinale | 11"30       | [ 3 ] |
| 1983                                     | Mondiali       | Helsinki | 4x100 m     | 6ª         | 43"22       |       |
| 1984                                     | Europei indoor | Göteborg | 200 m piani | Bronzo     | 23"80       |       |
| 1987                                     | Mondiali       | Roma     | 4x100 m     | Bronzo     | 43"26       | [ 4 ] |

## Campionati nazionali
- 2 volte campionessa nazionale sovietica indoor dei 60 metri piani (1984, 1988)[5]

## Altre competizioni internazionali
1981
- Bronzo alla Coppa del mondo ( Roma), Staffetta 4x100 m - 3'20"37

1984
- Argento in Giochi dell'Amicizia ( Praga), 4 × 400 m - 42"71
- 8ª in Giochi dell'Amicizia ( Praga), 100 m piani - 11"33